# James Durbin (statisticien)
Pour les articles homonymes, voir James Durbin et Durbin.
James Durbin est un statisticien et un économètre britannique né le 30 juin 1923 et décédé le 23 juin 2012. Il est connu pour ses travaux sur l'analyse des séries temporelles et pour avoir développé avec Geoffrey Watson le test de Durbin-Watson.

## Publications
- (en) James Durbin et Geoffrey Watson, « Testing for Serial Correlation in Least Squares Regression, I », Biometrika, vol. 37,‎ 1950, p. 409–428 (JSTOR 2332391)
- (en) James Durbin et Geoffrey Watson, « Testing for Serial Correlation in Least Squares Regression, II », Biometrika, vol. 38,‎ 1950, p. 159–179 (JSTOR 2332325)

## Prix et distinctions
- 1966 : Médaille Guy en bronze
- 1976 : Médaille Guy en argent
- 2008 : Médaille Guy en or